# سیارک ۶۰۲۲
سیارک ۶۰۲۲ (به انگلیسی: 6022 Jyuro، نامگذاری:1992UB4) شش هزار و بیست و دومین سیارک کشف شده‌است که در ۲۶ اکتبر ۱۹۹۲ کشف شد.
قدر مطلق سیارک برابر ۱۳٫۹۰ است.